# Darren Anderson
Darren Hunter Anderson (* 11. Januar 1969 in Cincinnati, Ohio) ist ein ehemaliger US-amerikanischer American-Football-Spieler. Er spielte sieben Saisons auf der Position des Cornerbacks in der National Football League (NFL).

## Karriere
Von 1988 bis 1991 spielte Anderson College Football an der University of Toledo bei den Toledo Rockets.
Nach dem College wurde er im NFL Draft 1992 als 93. Spieler von den New England Patriots ausgewählt. Am 22. Juli 1992 unterschrieb er seinen ersten Profivertrag. Am 27. September 1992 aktivierten die Patriots Anderson von ihrem Practice Squad. Er wurde am 3. Oktober 1993 entlassen. Am 7. Oktober wurde er für den Practice Squad wiederverpflichtet. Am 29. Oktober 1992 wurde Anderson erneut von den Patriots entlassen. Während seiner Zeit in Boston spielte er nur ein einziges Spiel. Am 1. November 1992 verpflichteten die Tampa Bay Buccaneers Anderson für ihren Practice Squad. Am 24. August 1994 tauschten die Buccaneers Anderson für einen Draftpick im NFL Draft 1995 zu den Kansas City Chiefs. Dort spielte er bis 1997 in insgesamt 53 Spielen. Am 1. Oktober 1998 wurde Anderson von den Atlanta Falcons verpflichtet. Mit den Falcons erreichte er den Super Bowl XXXIII, für den er jedoch inaktiv war. Die Falcons verloren das Spiel gegen die Denver Broncos.
Nach seiner Spielerkarriere ging er ins Finanzwesen. 2011 verpflichteten ihn die Detroit Lions als Pro Player Assistant. 2014 wurde er zum Scout für den Mittleren Westen. Zwei Tage nach dem NFL Draft 2016 wurde er entlassen.